# Jevgeni Krinov
Jevgeni Leonidovitsj Krinov (Russisch: Евгений Леонидович Кринов) (Otjassy (gouvernement Tambov, Russische Rijk), 3 maart 1906 – 2 januari 1984) was een Russisch astronoom en geoloog. Krinov was een gerenommeerd meteorietonderzoeker; het mineraal Krinoviet, ontdekt in 1966, is naar hem vernoemd.

## Wetenschappelijk werk
Van 1926 tot 1930 heeft Krinov gewerkt op de afdeling meteorieten van het Museum voor Mineralogie van de Russische Academie van Wetenschappen. Tijdens deze periode deed hij onderzoek naar de Toengoeska-explosie. Alle data van deze onderzoeken zijn gebundeld in het boek De Toengoeskameteoriet uit 1949.
In 1953 stelde hij een grafiek op met reflectie van objecten. Op deze grafiek kan men onder andere zien dat er voor vegetatie reflectie is in het groene interval(0,5 – 0,6 µm) van het zichtbare licht, maar dat de voornaamste reflectie van vegetatie in het infrarode gedeelte (0,7 – 0,9 µm) is. De grafiek wordt veel gebruikt in de teledetectie bij het bestuderen van valsekleurencomposieten.
- CiNii: DA07160151
- Gemeinsame Normdatei: 115887457X
- International Standard Name Identifier: 0000 0001 0992 1082
- Library of Congress Control Number: n82006650
- Nationale Bibliotheek van Tsjechië: jx20050909007
- Nationale Bibliotheek van Polen: a0000002102197
- Nederlandse Thesaurus van Auteursnamen: 190729201
- Réseau des bibliothèques de Suisse occidentale: 02-A003475040
- Système universitaire de documentation: 097880175
- Virtual International Authority File: 79308947
- WorldCat: E39PBJc7VcyfHWmV4TCJ6dfrMP